# سی‌جی‌اس آکادیا
سی‌جی‌اس آکادیا (به انگلیسی: CGS Acadia) یک کشتی است که طول آن ۱۸۲٫۵ متر (۵۹۸ فوت ۹ اینچ) می‌باشد. این کشتی در سال ۱۸۸۰ ساخته شد.